# Jerzy Wandzioch
Jerzy Wandzioch (Katowice, 25 marzo 1936 – 28 dicembre 2009) è stato uno schermidore ed allenatore di scherma polacco, vincitore di una medaglia d'oro ai campionati mondiali di scherma.